# Tiou
Tiou est un ancien roi égyptien qui règne dans le delta du Nil à la période prédynastique de la Dynastie 0. Il est mentionné dans la pierre de Palerme avec un petit nombre de rois de Basse-Égypte.
Comme il n'existe aucune autre preuve de l'existence d'un tel souverain, certains égyptologues pensent qu'il pourrait s'agir d'un roi mythique préservé par la tradition orale, voire totalement fictif,.